# Нерадкевич, Марта
Марта Нерадкевич (пол. Nieradkiewicz Marta; род. 21 июня 1983, Лодзь) — польская актриса театра, кино и телевидения.

## Биография
В 2007 году окончила актёрский факультет киношколы в Лодзи.
В 2008—2012 годах играла в Польском театре им. Иеронима Конечки в Быдгоще, в 2012—2023 годах — в Театре имени Яна Кохановского в Ополе, в 2013—2020 годах — в краковском Старом театре им. Хелены Моджеевской.
В 2021 году вошла в состав жюри кинофестиваля в Карловых Варах.
Состоит в отношениях с актёром Давидом Огродником, у пары есть дочь Жасмин (род. 2018).

## Награды
В 2013 году за роль Сильвии в фильме «Плавающие небоскрёбы» получила награду за лучшую женскую роль второго плана на Гдыньском кинофестивале.
В 2014 году получила силезскую театральную премию «Золотая маска» за роль в спектакле «Братья и сёстры».
В 2016 году была удостоена премии Збигнева Цибульского.

## Избранная фильмография
| Год       |   | Русское название        | Оригинальное название     | Роль                   |
| --------- | - | ----------------------- | ------------------------- | ---------------------- |
| 2007—2014 | с | Цвет счастья            | Barwy szczęścia           | Юлия                   |
| 2013      | ф | Плавающие небоскрёбы    | Płynące wieżowce          | Сильвия                |
| 2015      | с | Пакт                    | Pakt                      | Вероника Завадска      |
| 2016      | ф | Соединённые штаты любви | Zjednoczone stany miłości | Мажена                 |
| 2016      | ф | Кампер                  | Kamper                    | Маня                   |
| 2016      | ф | Сатана велел танцевать  | Szatan kazał tańczyć      | Ягода                  |
| 2017—2019 | с | Ультрафиолет            | Ultraviolet               | Александра Серафин     |
| 2019      | ф | Чистое золото           | Solid Gold                | Кая                    |
| 2021      | с | Открой глаза            | Otwórz oczy               | доктор Зофья Морульска |